# Пушница, Владимир Михайлович
Владимир Михайлович Пушница (1 ноября 1949, Венгеровский район, Новосибирская область — 2000) — советский самбист, бронзовый призёр чемпионатов СССР по самбо, бронзовый призёр Кубка СССР по самбо, мастер спорта СССР международного класса. Выступал во второй средней весовой категории (до 90 кг). В 1980 году Владимир Пушница переехал на Камчатку. Служил в Северо-Восточном пограничном округе начальником спортивной команды. В Петропавловске-Камчатком проводится ежегодный всероссийский турнир по самбо памяти Владимира Пушницы.

## Семья
Брат-близнец Александр Пушница — многократный чемпион СССР, Европы и мира по самбо, Заслуженный мастер спорта СССР, самый титулованный самбист СССР.

## Спортивные результаты
- Кубок СССР по самбо 1975 года — ;
- Борьба самбо на летней Спартакиаде народов СССР 1975 года — ;
- Чемпионат СССР по самбо 1977 года — ;
- Чемпионат СССР по самбо 1978 года — ;
- Чемпионат СССР по самбо 1982 года — ;